# Nothing Remains the Same
Nothing Remains The Same — третий студийный альбом шведской металической группы Pain, выпущен в 2002 году на шведском лейбле Stockholm Records. Nothing Remains The Same занимал 6 место в чарте Швеции в течение 9 недель — дольше, чем любой другой альбом Pain. В 2011 году Международная федерация производителей фонограмм сертифицировала альбом «золотым диском».

## Об альбоме

### Видео
- С данного альбома на три песни «Eleanor Rigby», «Just Hate Me», and «Shut Your Mouth» сняты видеоклипы.
- «Eleanor Rigby» видеоклип кавер-версии песни группы «The Beatles» — живое выступление в студии.
- «Just Hate Me» видеоклип о роботе, забытом своим создателем, который начинает делать другого робота и даже использует части первого робота для завершения второго.
- «Shut Your Mouth» видеоклип об инопланетянине, который посещает фронтмена группы Петера Тэгтгрена и говорит ему убедить людей в его существовании. Он пытается это сделать, но терпит неудачу.

## Список композиций
1. «It’s Only Them» — 4:51
2. «Shut Your Mouth» — 3:13
3. «Close My Eyes» — 3:45
4. «Just Hate Me» — 4:55 (в соавторстве с Per Aldeheim and Макс Мартин)
5. «Injected Paradise» — 5:10
6. «Eleanor Rigby» (кавер-версия песни группы The Beatles) — 3:51
7. «Expelled» — 3:43
8. «Pull Me Under» — 4:15
9. «Save Me» — 3:37
10. «The Game» — 4:05
11. «Fade Away» — 4:59
12. «Hate Me» (Бонус-трек) — 5:22
13. «Liar» (Бонус-трек) — 5:18
14. «Give It Up» (Бонус-трек) — 3:56